# George Bernard Shaw legutolsó művei (1946–50)
George Bernard Shaw legutolsó művei, amelyeket a második világháború után írt, már igazán csak villanásokban emlékeztetnek a korábbi nagyokra. Shaw haláláig szorgalmasan dolgozott.

## Buoyant Billions
Shaw a Buoyant Billions 3. felvonását 1936-ban írta meg, majd félretette, és 1946-ban vette elő újra. A darabot triviális bohózatnak nevezi az előszóban, és elnézést kér, hogy már csak ilyent tud produkálni. 1948-ban jelent meg először a Constable and Co.-nál. Ugyanebben az évben adták elő Malvernben. A végeredmény 4 felvonás, de az első csak egy jelenet: egy apa megbeszéli a fiával, hogy mi akar lenni; a fiú világmegváltó („world betterer”) akar lenni, „mint Jézus, Kung Fu-cse, Marx, Lenin, Sztálin”. Az apa fizet neki egy világ körüli utat, hogy a fiú tanulmányozhassa a világ legalapvetőbb problémáit (cecelégy, maláriaszúnyog stb.) A 2. fv.: Panamában a fiú összefut egy excentrikus lánnyal, Clemmyvel, aki saját maga csinálta kunyhóban él az őserdőben, a tengerhez közel. Beleszeret első látásra, és rábeszéli, hogy szökjön el előle, mert ha összeházasodnának, reménytelenül közönségesek lennének idővel. A lány Londonba menekül. Fiú utána. A lány apját, Bill Buoyant multimilliomost meggyőzi, mert őszintén megmondja neki is, és a népes családnak is, hogy csak a pénzért veszi feleségül Clemmyt.
A darabon a „szellemi felbomlás nyomai” (St. John Ervine) látszanak. A 3. felvonás (és a 4.) sokkal színvonalasabb, mint az előző két jelenet. Shaw tőle szokatlan módon nemegyszer öncélúan bohóckodik. A darab nem volt nagy siker soha, ha előadták.

## Shakes Versus Shav, Farfetched Fables & Why She Would Not
A Shakes versus Shav-ot 1949-ben írta. Ugyanabban az évben bemutatják a malverni Shaw-fesztiválon. A drámához az ötletet egy bábosművész két figurája adta, egy Shakespeare-, és egy George Bernard Shaw-alak. A drámát is ezek a bábok játsszák el. Shakes (Shakespeare) azért jön a malverni fesztiválra, hogy megvívjon egy Shav nevű pofátlan szélhámossal („infamous impostor”), aki újabban sikeresebb, mint ő. A belépő Shavval össze is verekednek, és Shav ki is számolja Shakest (de csak mert 300 évvel fiatalabb, véli a Bárd). Ezután veszekednek, Shakes az ellopott kifejezéseit, Shav a Shakes darabjaiból hiányzó konstruktivitást reklamálja. A végén mégis kibékülnek, hiszen iksz év múlva a kutya se emlékszik majd rájuk.
Farfetched Fables-t 1948-ban kezdte el, 1950-ben adták elő először Malvernben. Egyébként nem kimondottan előadásra szánt darab. Shaw művei közül a Vissza Matuzsálemhezre hasonlít: a darabot hosszú előszó vezeti be: értekezés az életerőről ( amit egyesek isteni gondviselésnek neveznek ), az általános választójog következményéről („mobocracy”), a Szovjetunióról stb. A darab 6 lazán összefüggő színből áll: az első 2 során elpusztul a világ egy 3. világháborúban, a többiben Shaw azt mutatja be, hogy Wight szigetén, az egyetlen helyen, ahol életben maradtak, hogy irányítják az életet. Az iskolában kérdéseket feltenni tanulnak a diákok. A darab helyenként féldrámai prózába megy át: pl.: a 4. tanmesében a Felügyelő egyedül van a színen és egy diktafonba szónokol.
A Why She Would Not c. drámát a 94. születésnapjára írta. Csak 5 jelenet van meg a 6-ból. 1956-ban jelent meg, eddig még nem adták elő. A darab középponti alakja, Henry Bossborn, egyike Shaw kedvenc figuráinak, a született vezetőknek („born boss”) .(Ilyen „vezető” még Szent Johanna, Julius Caesar (Caesar és Kleopátra), Undershaft (Barbara őrnagy), Magnus (The Apple Cart) vagy Epifania Fitzfassenden (The Millionairess).
A cselekmény: Bossborn munkanélküli az 1. színben, amikor megment egy nőt egy rablótámadástól. A nő hálából állást szerez neki a nagyapja fatelepén, ahol ő is részvényes. Bossborn 2 év múlva (4. szín) már a cég irányítója. A hiányzó 6. színből az derült volna ki, hogy feleségül veszi-e a nőt, aki állást szerzett neki. Shaw korábbi darabjaiból elég sok házassággal végződik.

## Kiadások
- Buoyant Billions:

G. Bernard Shaw: Complete plays with prefaces, I. kötet, 749-802. o. Dodd, Mead & Co., New York, 1962.
Buoyant Billions via Internet
- Shakes versus Shav: G. B. Sh.: Complete plays with prefaces, V. kötet, 17–25. o. Dodd, Mead & Co., 1962, New York.
- Farfetched Fables: G. B. S.: Complete plays with prefaces, VI. kötet, 371–441. oldal. Dodd, Mead, & Co., 1962, New York.
- Why She Would Not: Shaw, G. B.: Complete plays with prefaces, 5. kötet, 1–15. o. Dodd, Mead & Company, New York, 1962.